# نپومیشل
نپومیشل (به چکی: Nepomyšl) یک منطقهٔ مسکونی در جمهوری چک است که در ناحیه لوونی واقع شده‌است. نپومیشل ۲۸٫۲ کیلومتر مربع مساحت و ۳۷۱ نفر جمعیت دارد و ۴۱۹ متر بالاتر از سطح دریا واقع شده‌است.